# Agnes av Bayern
Agnes av Bayern, även kallad Agnes av Wittelsbach, född 1345, död 11 november 1352 i München, var dotter till Ludvig IV av Bayern och Margareta II av Hainault. Hon vördas som salig inom Romersk-katolska kyrkan. Hennes minnesdag firas den 11 november.
Efter faderns död 1347 uppfostrades Agnes av klarissor. Agnes har fått sitt sista vilorum i Frauenkirche i München.